# 老沩水
老沩水是一个位于中国湖南省长沙市的淡水湖，面积约为5.62平方千米，属于长江区。它的一级流域为长江流域，二级流域为长江干流水系。